# حسن أحمدا
حسن أحمدا (بالفرنسية: Hassan Ahamada)‏ هو لاعب كرة قدم فرنسي في مركز الهجوم، ولد في 13 أبريل 1981 في بريست في فرنسا. شارك مع منتخب فرنسا تحت 16 سنة لكرة القدم ومنتخب فرنسا تحت 18 سنة لكرة القدم ومنتخب فرنسا تحت 21 سنة لكرة القدم. أما مع النوادي، فقد لعب مع نادي باستيا ونادي بريست ونادي بيرا مار ونادي بيلينينسش ونادي حتا ونادي شاتورو ونادي فان ونادي نانت.

## وصلات خارجية
- حسن أحمدا على موقع رابطة كرة القدم الفرنسية للمحترفين (الإنجليزية)
- حسن أحمدا على موقع قاعدة بيانات كرة القدم.إي يو (الإنجليزية)
- حسن أحمدا على موقع ليكيب (الفرنسية)
- حسن أحمدا على موقع Soccerway.com (الإنجليزية)